# Olinia rochetiana
Olinia rochetiana är en tvåhjärtbladig växtart som beskrevs av Adrien Henri Laurent de Jussieu. Olinia rochetiana ingår i släktet Olinia och familjen Penaeaceae. Inga underarter finns listade i Catalogue of Life.